# Білий хрест (картина)
«Білий супрематичний хрест» (також «Білий хрест на сірому тлі», «Супрематизм») — картина російського та українського художника-авангардиста Казимира Малевича, написана в період з 1920 по 1927 роки й належить до напрямку російського безпредметного живопису, названого Малевичем супрематизмом.

## Опис
Широкий стійкий хрест білого кольору складений з пересічних прямокутників, простягнутих від сторони до сторони, і знаходиться на світло-сірому тлі. Утворюється ефект мозаїки, коли неясно, що знаходиться і на якому фоні — білий хрест на світло-сірому тлі або світло-сірі квадрати по кутах картини на білому тлі.

## Історія
«Білий хрест» був створений в період з 1920 по 1927 роки (точне датування різниться). У 1927 році після виставки в Берліні, де виставлялася картина, Малевич довірив її берлінському архітектору Хуго Херінгу . У 1958 році «Білий хрест» разом з іншими полотнами Малевича був придбаний Амстердамським музеєм у вдови Хуго Херінга.

### Вандалізм
4 січня 1997 московський художник Олександр Бренер під виглядом звичайного відвідувача підійшов до картинам Малевича в Амстердамському музеї і намалював на «Білому хресті» зеленою фарбою з балончика знак долара. Своєю акцією Бренер висловив протест проти комерціалізації мистецтва, коли твори стають еквівалентами різних сум грошей.

Реакція на вчинок Бренера була неоднозначною. Більшість мистецтвознавців і художників визнали цю акцію антикультурною і безглуздою. Однак дехто вважає, що таким чином Бренер створив новий твір мистецтва. На основі цих подій був створений короткометражний фільм «Суд над Брунер». На прес-конференції з приводу події директор музею Руді Фукс пояснив: 
У цьому жесті Бренера ми не бачимо великої художньої події. Ми дуже жалкуємо про те, що сталося. І ми серйозно стурбовані тенденціями в мистецтві, які ведуть до знищення творів інших художників.

### Реставрація
Спочатку, незважаючи на зусилля реставраторів по відновленню картини, всередині тріщин фарби залишався зелений колір і вважалося, що повністю відновити картину не вдасться. Але реставрація була проведена успішно, на неї було витрачено 10 000 доларів .
У супрематизмі хрест («хрестоподібна площину») — одна з трьох основних фігур поряд з квадратом і колом. Шляхом рухів квадрат трансформується в хрестоподібну площину. Ця робота була створена досить пізно, що показує стабільність у творчості Малевича.